# Девствените гори на Коми
Девствените гори на Коми, (на руски: Девственные леса Коми, на коми: Комилӧн вӧрзьӧдлытӧм вӧръяс) е защитена територия в Русия.
Разположена е на западните склонове на Северния и Приполярния Урал в Република Коми. Това е първият природен обект в Русия, включен в Списъка на световното културно и природно наследство на ЮНЕСКО. Със своята площ от 32 800 km2 това са най-големите девствени гори в Европа.
Девствените гори на Коми са част от уралската тайга. Намират се на територията на Печорско-Иличовския резерват и националния парк „Югид ва“. Фауната на включва над 200 вида птици, много видове риби и бозайници, а флората – стотици видове растения, част от тях защитени.

## География
Девствените гори на Коми се разпростират от западния склон на планинската верига на Урал в североизточния край на Република Коми. Районът им простира на запад през тайгата и след това се издига на изток към Урал. Равнинният район на запад е с надморска височина около 100 м. Там са разположени блата и речни низини. На изток терена става вълнообразен и преминава в предпланините на Урал. Южно се намира Печорско-Иличовският природен резерват, представляващ една създадена от глетчери равнина с глинесто-пясъчливо почва и гори. През предпланините преминават планинските реки Щугор, Подчерем и Илич, които се вливат като десен приток на Печора. В района на предпланините, във варовиковите скали са се образували многобройни пещери, кратери, каменни колони и речни корита. На източната граница на девствените гори се намира високият 1895 м. връх Народная.

## Флора и фауна
Голямата част от горите са бореални иглолистни гори. Иглолистните гори се състоят основно бял бор, сибирска лиственица, обикновен смърч, сибирска ела, бор и др. Тук е единственото място в Европа, където има сибирски бор.
В горите живеят голям брой застрашени и съответно защитени животински видове като видра, вълк, европейски бобър, рис, росомаха, самур, лос, снежен заек, златка, обикновена летяща катерица, обикновена катерица, кафява мечка и др. Наред с бобъра отнова е заселена в региона и ондатрата. Между 204-те вида птици са птици като черен кълвач, сокерица, трипръст кълвач, синегръбка, тетрев, глухар както и някои видове водоплаващи птици като звънарка, голям нирец, посевна гъска и фиш. В почти всички реки хвърля хайвер сьомгата. Общо 16 вида риби са известни в района като например липана.